# Jean de Joinville
Jean de Joinville, född omkring 1225, död 1317, var en fransk historieskrivare.

## Biografi
Jean de Joinville var son till adelsmannen Simon de Joinville och uppfostrades vid det grevliga hovet i Champagne, där han tillägnade sig tidens högsta bildning. 1248 slöt sig Joinville till Ludvig den heliges korståg. Han förenade sig med kungen på Cypern, där en personlig vänskap snart syns ha förbundit Ludvig och honom. Jean de Joinville deltog i tåget till Egypten, tillfångatogs i slaget vid Mansourah och frigavs jämte kungen och övriga korsriddare. Jean de Joinville blev under Filip III guvernör över Champagne men råkade i onåd och tillhörde oppositionen under Filip den sköne. Sin berömmelse nådde Jean de Joinville som historieskrivare. Hans memoarer är den grundläggande skildringen för vår kännedom om Ludvig den heliges tid. Jean de Joinvile framstår där som en älskvärd och livfull berättare, helt fången i riddarväsendets anda.